# Roland Sallai
Roland Sallai (Boedapest, 22 mei 1997) is een Hongaars voetballer die doorgaans als offensieve middenvelder speelt. Hij verruilde SC Freiburg in september 2024 voor Galatasaray. Sallai debuteerde in 2016 in het Hongaars voetbalelftal.

## Clubcarrière
Sallai speelde in de jeugd bij Diósgyőri VTK, BFC Siófok en Puskás Akadémia. Hij debuteerde op 1 april 2014 in het eerste elftal van laatstgenoemde club. Dat speelde toen een wedstrijd in de nationale beker tegen Debreceni. Sallai ging in het seizoen 2014/15 tot de selectie van het eerste elftal behoren en werd in 2015/16 een onbetwiste basisspeler. Hij degradeerde aan het eind van dat jaar met Puskás Akadémia uit de NB I. Sallai daalde niet mee af, maar bracht 2016/17 op huurbasis door bij US Palermo. Hiermee degradeerde hij dat seizoen uit de Serie A.
Sallai keerde nog één wedstrijd terug bij Puskás Akadémia, maar vertrok in augustus 2017 naar APOEL Nicosia. Hij behoorde in 2017/18 tot de vaste kern van het elftal dat de Cypriotische club voor de 27e keer landskampioen maakte, samen met onder anderen Lorenzo Ebecilio en Igor de Camargo. Hij speelde dat jaar ook voor het eerst in zijn carrière in de Champions League, tegen Real Madrid, Tottenham Hotspur en Borussia Dortmund. Sallai verruilde APOEL in augustus 2018 voor SC Freiburg. Hier veroverde hij in een paar weken een basisplaats, maar liep hij in november 2018 een blessure aan zijn bovenbeen op. Het kostte hem 4,5 maand om hiervan te herstellen. Sallai wisselde in de seizoenen die volgden basisplaatsen af met inval- en reservebeurten. De resultaten die hij boekte met Freiburg werden met de jaren steeds beter. Zijn teamgenoten en hij werden in zijn eerste seizoen dertiende in de Bundesliga, eindigden daarna twee jaar in de middenmoot en plaatsten zich in zowel 2021/22 als 2022/23 rechtstreeks voor de  Europa League. Sallai moest in het najaar van 2022 twee maanden toekijken nadat hij in de vijfde speelronde tegen Bayer Leverkusen een oogkas brak.

## Clubstatistieken
| Seizoen | Club            | Competitie        | Competitie | Competitie | Beker | Beker | Internationaal | Internationaal | Totaal | Totaal |
| Seizoen | Club            | Competitie        | Wed.       | Dlp.       | Wed.  | Dlp.  | Wed.           | Dlp.           | Wed.   | Dlp.   |
| ------- | --------------- | ----------------- | ---------- | ---------- | ----- | ----- | -------------- | -------------- | ------ | ------ |
| 2014/15 | Puskás Akadémia | Nemzeti Bajnokság | 16         | 2          | 1     | 0     | —              | —              | 17     | 2      |
| 2015/16 | Puskás Akadémia | Nemzeti Bajnokság | 31         | 1          | 0     | 0     | —              | —              | 31     | 1      |
| 2016/17 | → US Palermo    | Serie A           | 21         | 1          | 1     | 0     | —              | —              | 22     | 1      |
| 2017/18 | Puskás Akadémia | Nemzeti Bajnokság | 1          | 0          | 0     | 0     | —              | —              | 1      | 0      |
| 2017/18 | APOEL Nicosia   | A Divizion        | 29         | 9          | 0     | 0     | 6              | 0              | 35     | 9      |
| 2018/19 | SC Freiburg     | Bundesliga        | 10         | 2          | 0     | 0     | 7              | 1              | 17     | 3      |
| 2019/20 | SC Freiburg     | Bundesliga        | 21         | 2          | 2     | 0     | —              | —              | 23     | 2      |
| 2020/21 | SC Freiburg     | Bundesliga        | 28         | 8          | 1     | 0     | —              | —              | 29     | 8      |
| 2021/22 | SC Freiburg     | Bundesliga        | 31         | 4          | 5     | 1     | —              | —              | 36     | 5      |
| 2022/23 | SC Freiburg     | Bundesliga        | 19         | 1          | 4     | 1     | 3              | 0              | 26     | 2      |
| 2023/24 | SC Freiburg     | Bundesliga        | 27         | 3          | 1     | 1     | 9              | 4              | 37     | 8      |
| 2024/25 | SC Freiburg     | Bundesliga        | 2          | 0          | 0     | 0     | 0              | 0              | 2      | 0      |
| 2024/25 | Galatasaray     | Süper Lig         | 27         | 2          | 4     | 2     | 2              | 2              | 33     | 6      |
| 2025/26 | Galatasaray     | Süper Lig         | 1          | 0          | 0     | 0     | 0              | 0              | 1      | 0      |
| Totaal  | Totaal          | Totaal            | 264        | 35         | 19    | 5     | 27             | 7              | 310    | 47     |

Bijgewerkt tot en met 8 augustus 2025.

## Interlandcarrière
Sallai maakte deel uit van alle Hongaarse nationale jeugdselecties vanaf Hongarije –15. Hij debuteerde op 20 mei 2016 in het Hongaars voetbalelftal, in een oefeninterland tegen Ivoorkust. Hij viel na 79 minuten in voor Ádám Szalai. Het duurde daarna ruim een jaar voor hij zijn volgende interland speelde. Daarna behoorde hij regelmatig tot de Hongaarse selectie. Sallai maakte op 11 september 2018 voor het eerst een doelpunt voor het nationale elftal. Hij schoot Hongarije toen op 1–0 in een met 2–1 gewonnen wedstrijd in de UEFA Nations League, tegen Griekenland. Bondscoach Marco Rossi nam Sallai in 2021 mee naar het EK 2020, zijn eerste eindtoernooi. Hierop stond hij in alle drie de wedstrijden van de Hongaren in de basis.
Sallai werd op 14 mei 2024 door Rossi opgenomen in de Hongaarse selectie voor het EK 2024 in Duitsland. Hongarije werd in de groepsfase uitgeschakeld na nederlagen tegen Zwitserland (1–3) en Duitsland (2–0) en een overwinning tegen Schotland (0–1). Sallai kwam in iedere wedstrijd in actie.

## Erelijst
| Competitie          |               |               |               |               |
| Competitie          | Aantal        | Jaren         |               |               |
| APOEL Nicosia       | APOEL Nicosia | APOEL Nicosia | APOEL Nicosia | APOEL Nicosia |
| ------------------- | ------------- | ------------- | ------------- | ------------- |
| Kampioen A Divizion | 1×            | 2017/18       |               |               |
| Galatasaray         |               |               |               |               |
| Süper Lig           | 1×            | 2024/25       |               |               |
| Turkse voetbalbeker | 1×            | 2024/25       |               |               |